# Książka brajlowska

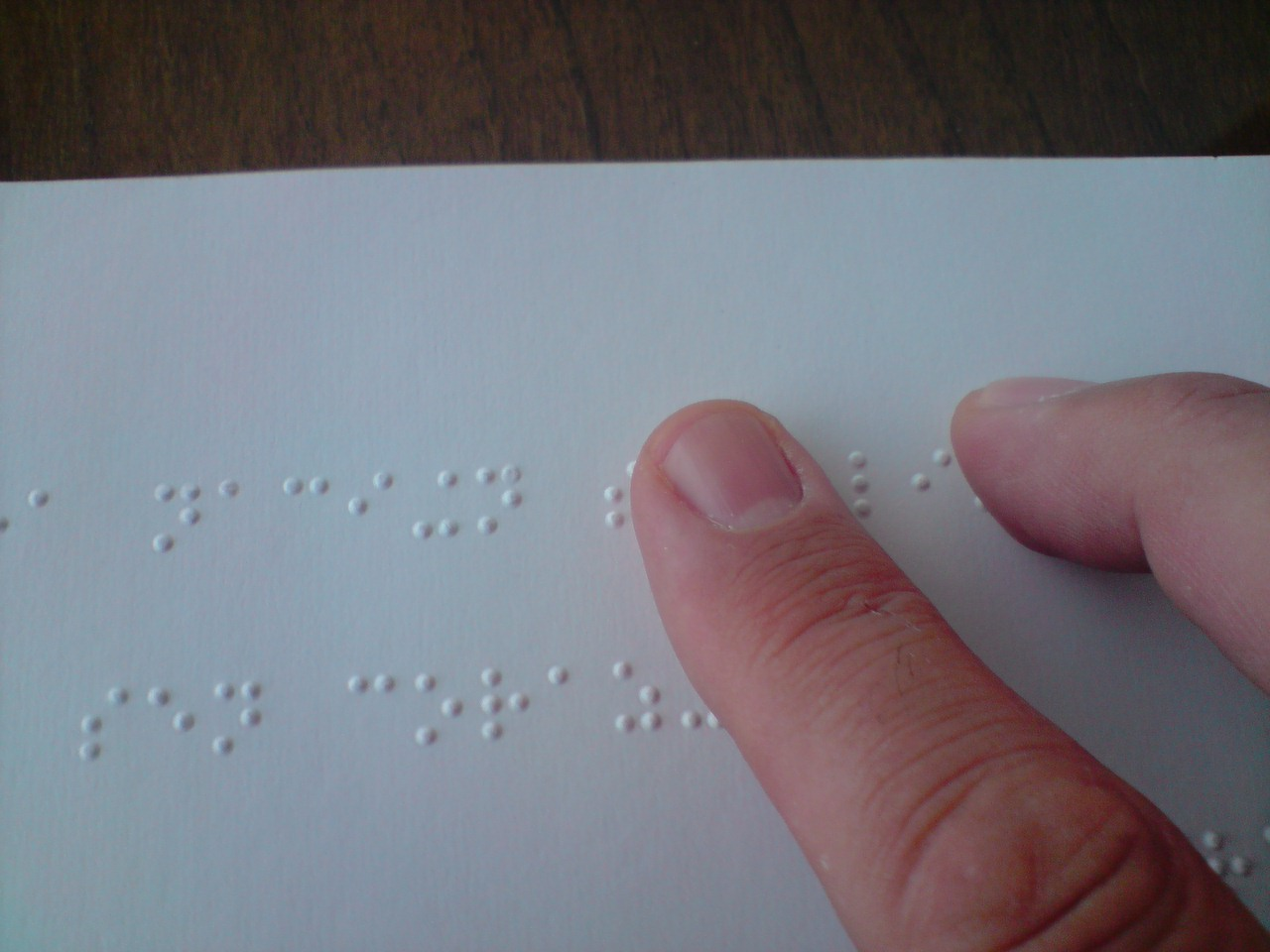
Odczytywanie alfabetu Braille’a.

Książka brajlowska (książka dla niewidomych) – wydawnictwo zwarte, którego treść wyrażona jest pismem wypukłym punktowym, stworzonym przez Ludwika Braille’a (alfabet Braille’a).

## Druk
Do czasu wykorzystania komputerów przy składaniu tekstu, wydawanie książek brajlowskich było zajęciem czasochłonnym. Sposobem na tworzenie książek było dyktowanie go osobie, która zapisywała tekst na maszynie brajlowskiej. Kolejnym krokiem było przygotowanie matrycy, na podstawie której drukowano książkę na papierze. Aktualnie książka wydana w czarnym druku jest skanowana, a następnie na komputerze przeprowadzana jest korekta. Na ostatnim etapie pracy książka jest drukowana na drukarce brajlowskiej, podłączonej do komputera lub na specjalnych maszynach.

## Ilustracje

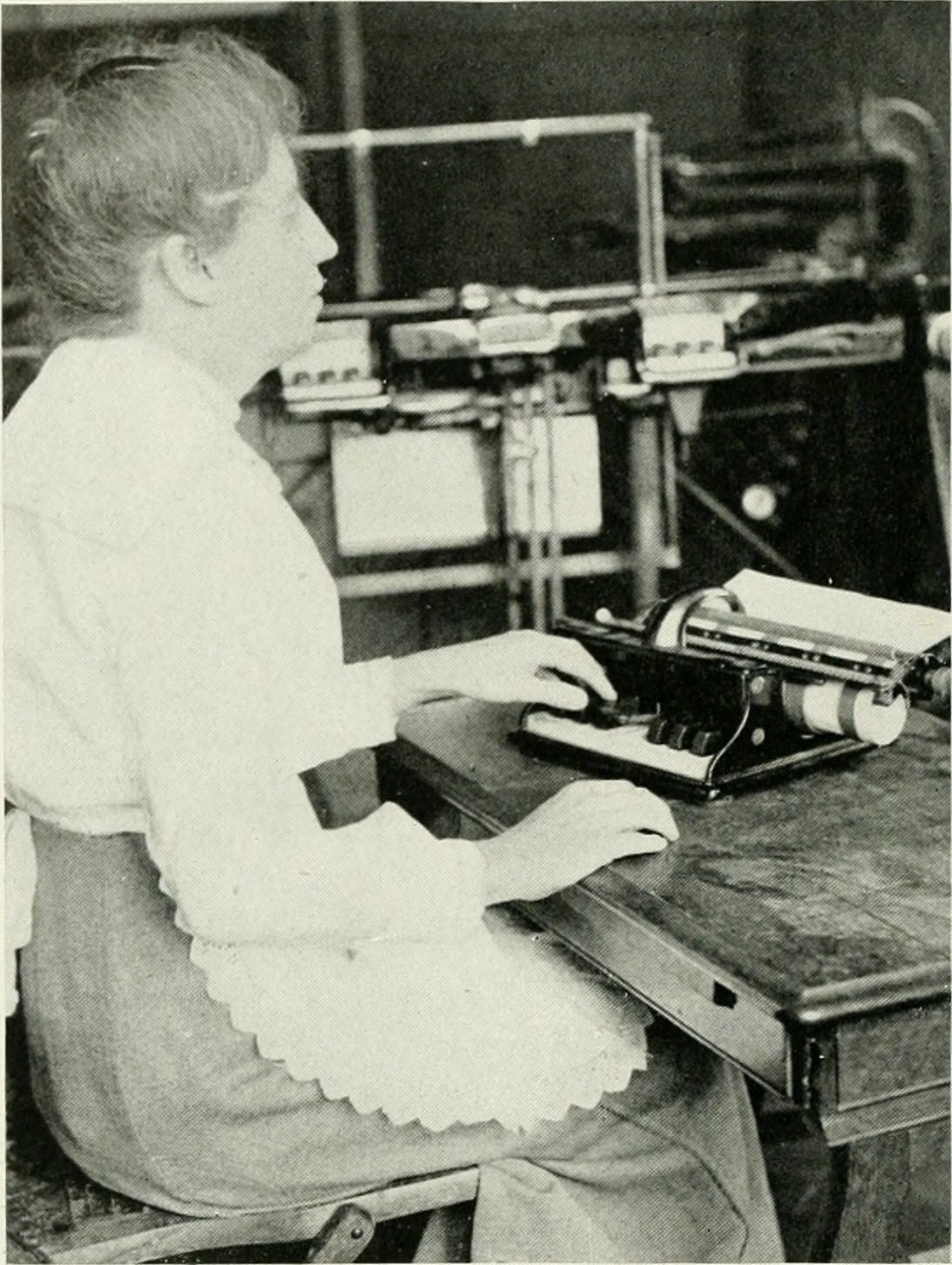
Pisanie książek na maszynie brajlowskiej.

Ilustracje najczęściej pojawiają się w podręcznikach i literaturze dla dzieci. Są one zamieszczane jako wypukłe kontury lub z użyciem różnych fakturowo materiałów (które układają się w kolaż). Rysunki uwypuklone na brajlowskim papierze składają się ze zlokalizowanych bardzo blisko siebie wypukłych punktów, które tworzą linie i powierzchnie.

## Główne wady książek brajlowskich
Wadą książek dla niewidomych jest ich wysoka cena w stosunku do książek tradycyjnych, ze względu na wysokie koszty druku przy małym nakładzie. Następną wadą książki brajlowskiej jest jej duża objętość, np. powieść Harry Potter autorstwa J.K. Rowling, ma 36 tomów.